# 羅布·佩吉
羅伯特·約翰·佩吉（英語：Robert John Page，1974年9月3日—）是一名威尔斯职业足球教練和前球员，曾担任后卫。他曾是威尔斯足球代表队的主教练。

## 教練生涯
羅布·佩吉在執教的生涯中之前都是在英格蘭的聯賽度過，最後在諾丁漢森林和威爾斯各級球隊都執教過。在2019年的時候，更是以助手的形式入職國家隊教練組，其後也進入威爾斯足球代表隊擔任的主教練。